# Sylter Royal

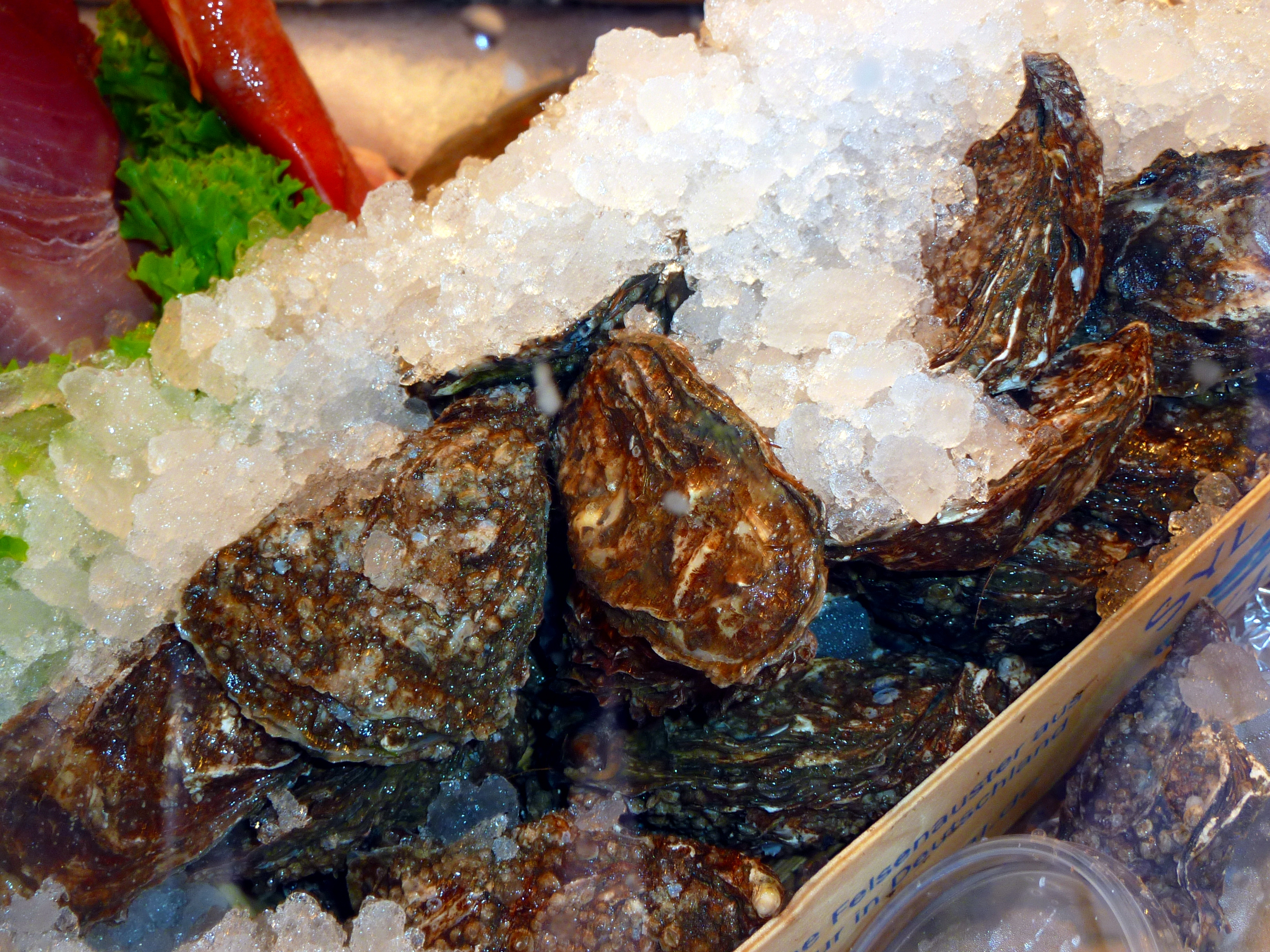
Sylter Royal

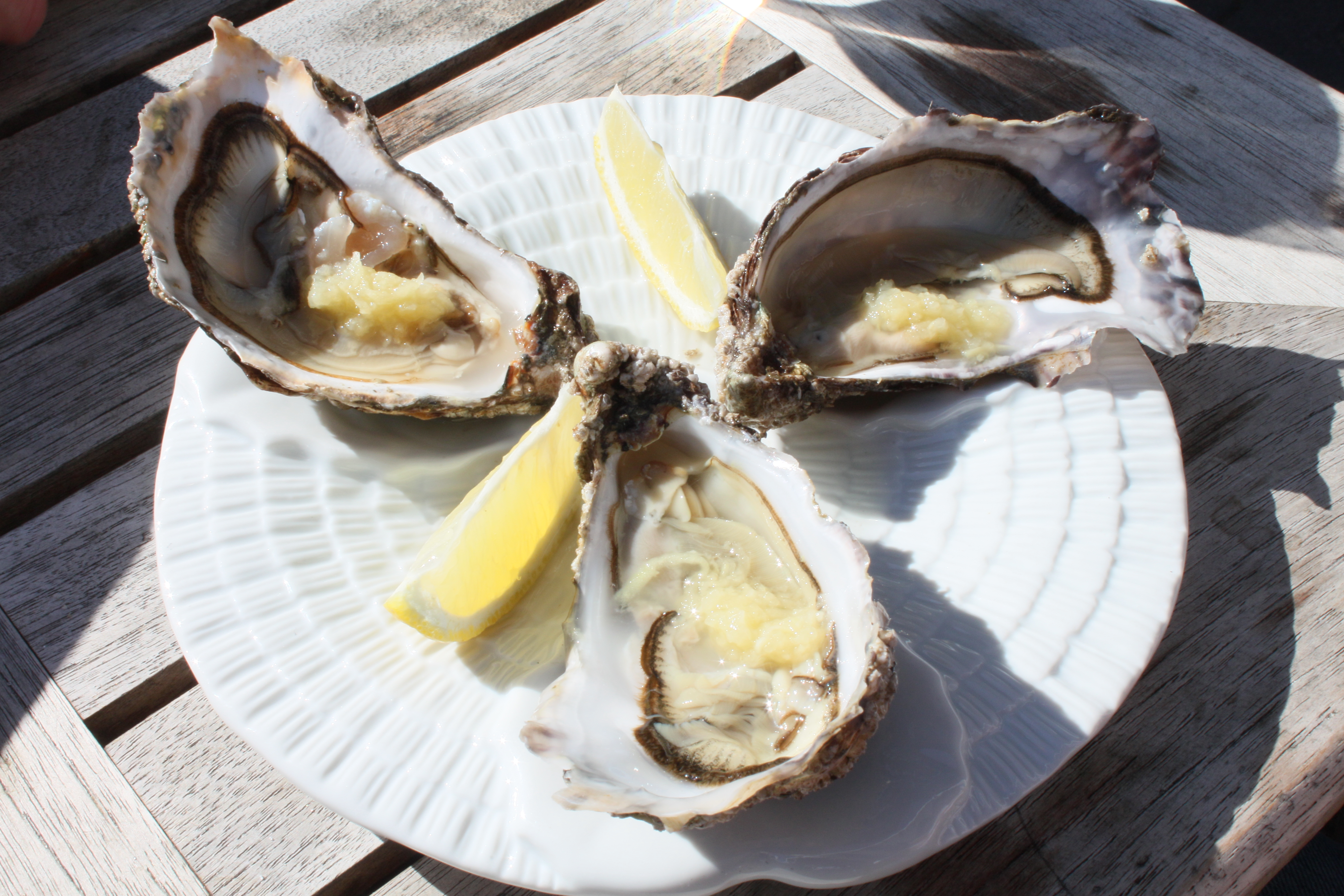
Lister Austern mit Apfel-Ingwer-Julienne

Sylter Royal ist die Markenbezeichnung, unter der das Unternehmen Dittmeyer's Austern-Compagnie in List auf Sylt eine Zuchtauster der Art Pazifische Auster vermarktet. Die Sylter Royal ist die einzige Auster, die in Deutschland produziert wird, und erreicht einen hohen Fleischgehalt, der bis zu 20 % des Gesamtgewichtes betragen kann. Der Geschmack wird als zart nussig und wenig salzig beschrieben. Die Austernfischerei hat auf den nordfriesischen Inseln eine über tausendjährige Tradition.

## Geschichte der Auster in Deutschland ab 1964
Zwischen 1964 und 1972 unternahm die Biologische Anstalt Helgoland wiederholt Versuche, Austernsetzlinge zum Beispiel in Munkmarsch in Plastikcontainern auszusetzen. 1976 wurden 90 Prozent der ausgesetzten Austern durch Eisgang zerstört. Später setzte die Bundesforschungsanstalt für Fischerei unter Federführung von Thomas Neudecker mit Unterstützung von Muschelfischern der Inseln Sylt, Föhr und Amrum eine für diese Region neue Austernart, die pazifische Felsenauster (Crassostrea Gigas) in Kleinversuchen aus. Die Versuche erzielten gute Erfolge im Geschmack und Fleischanteil.
Das Bundesforschungsprojekt von Neudecker lief im Jahre 1985 nach zehn Jahren aus. Clemens Dittmeyer, Sohn von Rolf Dittmeyer, übernahm Neudecker als Berater auf Zeit und gründete 1986 das Unternehmen Dittmeyer’s Austern-Compagnie. Ob eine kommerzielle Nutzung Erfolg haben würde, war bis dahin unklar, schließlich stellte sich der Erfolg ein.

## Das Aufzuchtsystem der Sylter Royal
Die Austern werden in Netzsäcken, sogenannten Poches, auf Eisentischen gelagert, eine Methode, die Tischkultivierung genannt wird. Das Aufzuchtgebiet liegt in der Blidselbucht bei List. Um eine gleichmäßige Form und Beschaffenheit der Schale, das angestrebte Marktgewicht von 80 Gramm und alle Qualitätskriterien der Auster zu erzielen, erfordert es ständige Durchsortierung und Kontrolle.
Die von November bis März drohende Eisgefahr bedeutet, dass die Austern an Land überwintert werden müssen.